# Ōʻōkala
O'okala es un área no incorporada ubicada en el condado de Hawái en el estado estadounidense de Hawái.

## Geografía
O'okala se encuentra ubicado en las coordenadas 20°1′3″N 155°17′14″O / 20.01750, -155.28722.